# Chinami Yoshida
Chinami Yoshida (吉田 知那美?, Yoshida Chinami; Kitami, 26 luglio 1991) è una giocatrice di curling giapponese.

## Biografia
È la sorella maggiore di Yurika Yoshida.

## Carriera
Nel 2018 ha vinto la medaglia di bronzo nel torneo femminile ai Giochi olimpici di Pyeongchang, insieme alle compagne di squadra Satsuki Fujisawa, Yūmi Suzuki, Yurika Yoshida e Mari Motohashi.

## Palmarès

### Olimpiadi
- Bronzo a Pyeongchang 2018;

### Mondiali
- Argento a Swift Current 2016.